# Claude de Cambronne
Claude de Cambronne (23 de octubre de 1905 París 16 - 31 de enero de 1993, Boulogne-Billancourt), nacido como Jean-Paul Claude Deshayes de Cambronne, fue un fabricante de aviones francés y cofundador, durante la Segunda Guerra Mundial, de la empresa Bordeaux-Aéronautique junto con Marcel Dassault, André Curvale y Henri Deplante.

## Formación
Estudió en el Instituto Superior de Aeronáutica y del Espacio, y se convirtió en tesorero de la Asociación de exalumnos del Institut Supérieur de l'Aéronautique et de l'Espace. Realizó prácticas en empresas como Schneider, en la Sociedad de Motores Salmson, en la SNCF, y en 1930 se unió a la Escuela de Buc. En 1931, fue subteniente de reserva en Reims y en la base aérea 702 Avord, en el 12.º regimiento de aviación de bombardeo. Luego alcanzó el grado de capitán en la Fuerza Aérea. Posteriormente, se orientó hacia el sector de los seguros, donde fue subdirector de la S.M.A.A. y luego director de peritajes y litigios de La Préservatrice.

## Carrera
Entre diciembre de 1938 y mayo de 1940, fue secretario general de la fábrica SAAMB en Saint-Cloud.
En 1939, Marcel Bloch (más tarde conocido como Marcel Dassault contrató a Cambronne, quien en ese momento trabajaba en una compañía de seguros. A partir de esa colaboración, Claude de Cambronne asumió un papel central en la empresa, donde ascendió al más alto nivel de la profesión.
En noviembre de 1940, Bloch le entregó una carta dirigida a la Asociación de exalumnos de Sup'Aéro, en la que alentaba a sus camaradas a no perder la esperanza a pesar de la difícil situación de la guerra. El 20 de diciembre de 1940, Bloch delegó todos sus poderes en Henri Carol.
En mayo de 1941, Cambronne se convirtió en el representante en la Zona Libre de Bordeaux-Aéronautique, y continuó trabajando como secretario general de la Sociedad de Aviones Marcel Bloch. Durante los cuatro años de encarcelamiento de Bloch, mantuvo una comunicación clandestina con él, lo que llevó a que fuera denunciado como gaullista, aunque finalmente escapó de una inminente detención ordenada por Friedrich von der Ropp.

## Después de la guerra
Claude de Cambronne renunció a sus funciones tras la disolución de Bordeaux-Aéronautique en 1947. Después de la guerra, trabajó en el campo de la aviación y la energía eólica, fundó la Asociación Marroquí de Amigos de la Aviación en 1949 y la Compañía Industrial de Aéromotores (CIAMO) en 1950. También fue miembro del Aéro-Club de Francia, acumulando más de 1000 horas de vuelo.

## Condecoraciones
Caballero de la Legión de Honor

## Vida personal
Su familia era originaria de Crépy-en-Valois y de Cambronne-lès-Ribécourt. Era hijo de Paul Cottin y nieto de Gaston de Cambronne. Tuvo tres hijos: Gilles, Béatrice y Laurence de Cambronne.